# Палмер (Ајова)
Палмер (енгл. Palmer) град је у америчкој савезној држави Ајова. По попису становништва из 2010. у њему је живело 165 становника.

## Демографија
Према попису становништва из 2010. у граду је живело 165 становника, што је -49 (-22.9%) становника више него 2000. године.
| Група             | 2000.       | 2010.       |
| Белци             | 204 (95,3%) | 158 (95,8%) |
| Афроамериканци    | 8 (3,7%)    | 1 (0,6%)    |
| Азијати           | 1 (0,5%)    | 0 (0,0%)    |
| Хиспаноамериканци | 0 (0,0%)    | 2 (1,2%)    |
| Укупно            | 214         | 165         |